# 威爾斯和西部獨立電視服務
威爾斯和西部獨立電視服務（Independent Television Service for Wales and the West，ITSWW）是英國獨立電視局（ITA）提供過的一個緊急臨時電視服務，以在1967年TWW失去獨立電視網特許經營權後為該台播出地區的觀眾提供電視服務。
1967年競標之後，TWW失去了其擁有的威爾斯及英格蘭西部地區的獨立電視網特許經營權。但TWW對此決定不服，和ITA之間展開糾紛，但最終以TWW妥協而結束。由於TWW的繼任者夏力電視（HTV）和TWW之間的交接時期存在空檔，威爾斯和西部獨立電視服務因此出現。